# باشگاه فوتبال وستوک
باشگاه فوتبال وستوک یک باشگاه فوتبال قزاق از شهر اوسکمن و یکی از اعضای بنیانگذار لیگ برتر قزاقستان در سال ۱۹۹۲ بود. بهترین نتیجه این باشگاه در لیگ، کسب مقام پنجم در سال‌های ۱۹۹۷ و ۱۹۹۸ بود.